# Pasuanca
Pasuanca är en ort i Mexiko.   Den ligger i kommunen Olintla och delstaten Puebla, i den sydöstra delen av landet, 180 km nordost om huvudstaden Mexico City. Pasuanca ligger 468 meter över havet och antalet invånare är 195.
Terrängen runt Pasuanca är kuperad. Runt Pasuanca är det tätbefolkat, med 356 invånare per kvadratkilometer. Närmaste större samhälle är Olintla, 9,1 km sydväst om Pasuanca. Omgivningarna runt Pasuanca är en mosaik av jordbruksmark och naturlig växtlighet.